# David Tsjerkasskij
David Tsjerkasskij (russisk: Давид Янович Черкасский) (født 23. august 1931 i Sjpola i Sovjetunionen, død 30. oktober 2018 i Kyiv i Ukraine) var en sovjetisk filminstruktør.

## Filmografi
- Prikljutjenija kapitana Vrungelja (Приключения капитана Врунгеля, 1986)[3][4]
- Ostrov sokrovisjj (Остров сокровищ, 1988)